# 约阿希姆·林德斯特伦
约阿希姆·林德斯特伦（瑞典語：Joakim Lindström，1983年12月5日—），瑞典男子冰球运动员，场上位置是前锋。他曾代表瑞典国家队参加2018年冬季奥林匹克运动会冰球比赛，获得第5名。